# Aeroportul Wilkes County
Aeroportul Wilkes County (IATA: IKB, ICAO: KUKF, FAA LID: UKF) este un aeroport din Carolina de Nord, Statele Unite ale Americii ce deservește zona North Wilkesboro⁠(d). Aeroportul a fost tranzitat în 2019 de 14 pasageri.
Situat la o altitudine de 397 m, aeroportul dispune de 1 pistă.

## Infrastructură

### Piste
Aeroportul dispune de o singură pistă. Pista 01/19 are suprafața de asfalt și dimensiunile 6.200 picioare × 100 picioare. 